# Mustikkasaari (ö i Kajanaland, Kajana)
Mustikkasaari är en ö i Finland. Den ligger i sjön Ahveninen och i kommunen Sotkamo i den ekonomiska regionen  Kajana ekonomiska region  och landskapet Kajanaland, i den centrala delen av landet, 400 km norr om huvudstaden Helsingfors. Öns area är 0,4 hektar och dess största längd är 140 meter i öst-västlig riktning.